# Hovedperson
En hovedperson er den fiktive eller virkelige person et givent underholdningselement centrerer sig om, hvad end det er dokumentar, tv-serie, film, bog, rollespil eller et teaterstykke.
En hovedperson skal konstrueres og fremstilles på en troværdig facon, for ikke at frastøde modtageren. I bedste fald kan modtageren forbinde sig selv med hovedpersonen gennem personlighedstræk eller tilsvarende oplevelser.
| Fiktion | Spire Denne artikel om en historie eller noget fiktivt er en spire som bør udbygges. Du er velkommen til at hjælpe Wikipedia ved at udvide den. |